# Adar (mes hebreu)
Adar és un mes del calendari hebreu. En l'any de traspàs es duplica, de manera que existeix un adar I i un adar II, per a adaptar els cicles de la lluna al sol. A vegades a l'adar intercalat se l'anomena àlef adar, essent àlef la primera lletra de l'alfabet hebreu, i al segon o ordinari se l'anomena llavors adar xení (segon adar) o bé ve-adar o bé adar bet. Correspon al mes de març (i al febrer quan hi ha dos mesos). El nom adar ve de l'accadi, una paraula que volia dir "graner" o "ennuvolat".

## Celebracions
- Purim
- Naixement de Moisès